# Петер Гулачі
Петер Гулачі (угор. Gulácsi Péter [ˈpeːtɛr ˈɡulaːt͡ʃi], нар. 6 травня 1990, Будапешт) — угорський футболіст, воротар клубу «РБ Лейпциг» та національної збірної Угорщини.

## Клубна кар'єра
Народився 6 травня 1990 року в місті Будапешт. Вихованець футбольної школи клубу МТК (Будапешт). Після того, як англійський «Ліверпуль» підписав договір про співпрацю з МТК, з Угорщини до складу «червоних» перейшли Андраш Шимон і Крістіан Немет, а незабаром до них доєднався і Гулачі, який на відміну від попередників, перейшов лише на правах оренди. Петер зіграв важливу роль в завоюванні підопічними Гарі Аблетта кубкового "требла" на рівні резервних команд. Цим угорський вортар переконав керівництво клубу в доцільності укладення з ним угоди і у 2008 році підписав з «червоними» повноцінний контракт.
Першу половину сезону 2008/09 Гулачі провів в резервній команді «Ліверпуля», а у січні 2009 року відправився в оренду в «Герефорд Юнайтед», який виступав в третьому за класом дивізіоні Англії, де і відбувся його дебют в матчах ліги. За «биків» Петер провів 18 матчів, проте так і не зміг запобігти вильоту команди в нижчий дивізіон. 

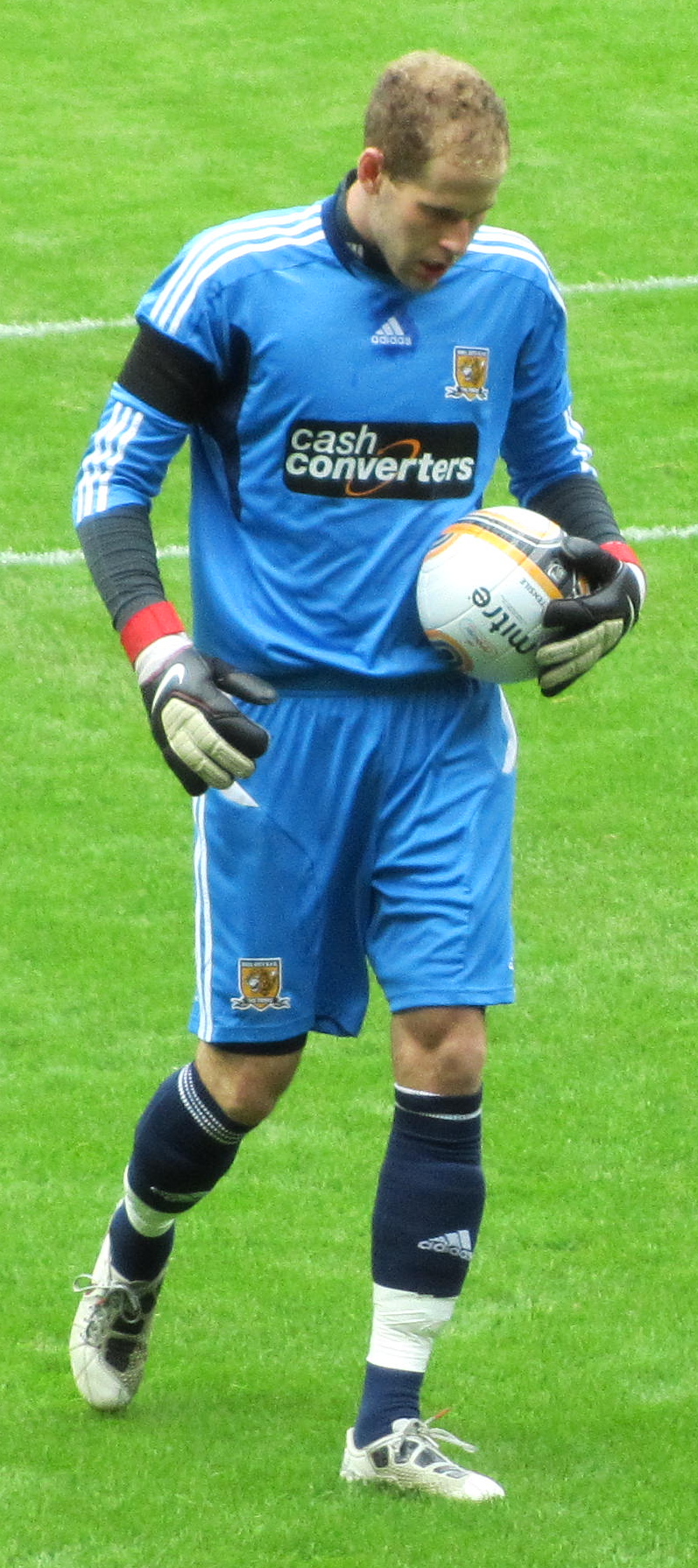
Петер Гулачі під час виступів за «Галл Сіті». 2011 рік.

Навесні 2010 року він був орендований «Транмер Роверз», які несподівано втратили всіх своїх воротарів. Гулачі провів в цьому клубі тиждень, потім термін оренди продовжувався ще двічі. Всього за «сніжно-білих» угорець відіграв п'ять матчів. У вересні того ж року Петер знову вирушив на «Прентон Парк» в оренду на місяць, пізніше термін угоди «Транмер» з «Ліверпулем» був продовжений до кінця листопада. За ці два місяці він 12 разів займав місце в воротах клубу з протилежного берега Мерсі.
У сезоні 2010/11 Петер став, фактично, другим воротарем «Ліверпуля», витіснивши придбаного перед початком сезону Бреда Джонса, який то був травмований, то вирушав на збори з національною збірною Австралії. Гулачі кілька разів займав місце на лаві запасних в січні і лютому 2011 року. У підсумку в березні Джонс був відданий в оренду до кінця сезону «Дербі Каунті», і місце на лавці залишилося за угорським голкіпером.
У липні 2011 року Гулачі був відданий в оренду в клуб ««Галл Сіті»», терміном до 30 червня 2012 року, проте вже у квітні, напередодні півфінального матчу Кубка Англії проти «Евертона», Петер був терміново відкликаний з оренди в першу команду, оскільки Пепе Рейна і Доні не могли взяти участь в цій зустрічі, відбуваючи дискваліфікацію. Проте в тому матчі місце у вортах зайняв Бред Джонс, а Гулачі традиційно лишився на лаві запасних. В підсумку Петер так і не зіграв жодного матчу за першу команду «Ліверпуля» в офіційних матчах.
7 червня 2013 року стало відомо, що Гулачі покинув «Ліверпуль» і підписав контракт з австрійським «Ред Буллом» із Зальцбурга. Протягом двох сезонів, проведених у складі «Ред Булла», угорець був основним голкіпером команди і в обох сезонах допоміг команді виграти «золотий дубль».
Влітку 2015 року був переведений до німецького «РБ Лейпциг», що контралюється тим же концерном, що ї австрійський клуб. Проте у новому клубі Гулачі став лише дублером Фабіо Кольторті і на поле виходив нерегулярно, зігравши за клуб з Лейпцига в першому сезоні в 14 матчах чемпіонату і допоміг клубу виграти Другу Бундеслігу та вперше в історії вийти до Бундесліги.

## Виступи за збірні
2007 року дебютував у складі юнацької збірної Угорщини і був основним голкіпером збірної до 19 років на юнацькому чемпіонаті Європи 2008 року, де Угорщина дійшла до півфіналу, поступившись дорогою до фіналу італійцям. Всього взяв участь у 19 іграх на юнацькому рівні, пропустивши 2 голи.
Протягом 2008—2012 років залучався до складу молодіжної збірної Угорщини, разом з якою брав участь у молодіжному чемпіонаті світу в 2009 році. Багато в чому завдяки йому, угорці дійшли до півфіналу, а потім здобули перемогу в протистоянні за третє місце. У цьому матчі проти збірної Коста-Рики він відбив три одинадцятиметрових пенальті і приніс, таким чином, бронзові медалі своїм співвітчизникам. Всього на молодіжному рівні зіграв у 38 офіційних матчах, пропустив 2 голи.
2014 року дебютував в офіційних матчах у складі національної збірної Угорщини в грі проти збірної Данії (2:2).
У 2016 році Петер у складі збірної взяв участь у чемпіонаті Європи у Франції, проте був дублером Габора Кірая, тому на поле так і не вийшов.
Наразі провів у формі головної команди країни 3 матчі, пропустивши 4 голи.

## Титули і досягнення

### Командні
- Чемпіон Австрії (2):

«Ред Булл»: 2013–14, 2014–15
- Володар Кубка Австрії (2):

«Ред Булл»: 2013–14, 2014–15
- Володар Кубка Німеччини (2):

«РБ Лейпциг»: 2021–22, 2022–23

### Особисті
- Футболіст року в Угорщині (1): 2018